# گاریکا سینگ

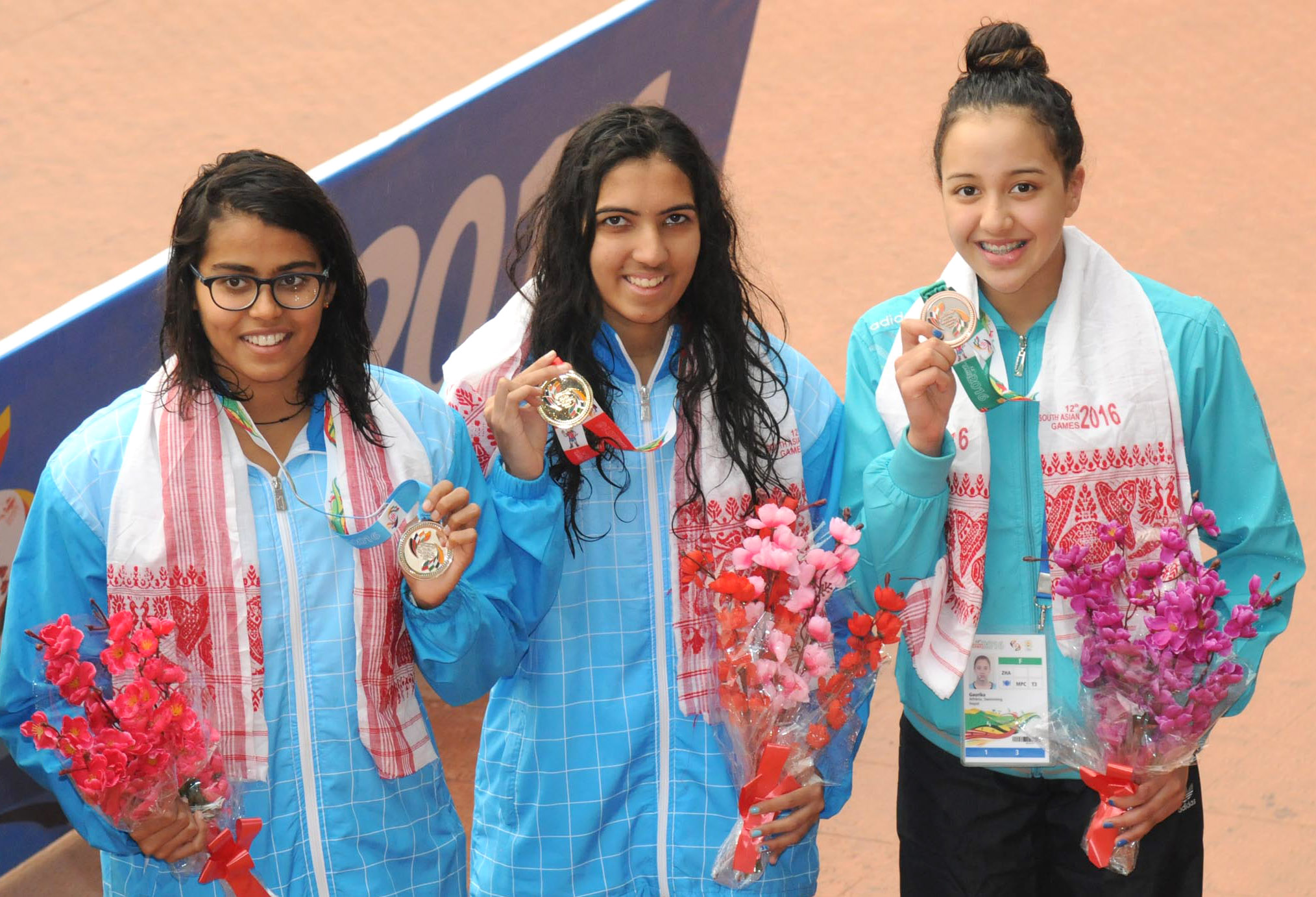
وی. مالویکا (هند) برنده مدال طلا، شیوانی کاتاریا (هند) مدال نقره و گاریکا سینگ (نپال) مدال برنز در رده ۴۰۰ متر شنای آزاد زنان در دوازدهمین دوره بازی های آسیای جنوبی-۲۰۱۶

گاریکا سینگ (نپالی: गौरिका सिंह؛ زادهٔ ۲۶ نوامبر ۲۰۰۲)  شناگر اهل نپال است.
او از زمان شروع کار شنا در هشت سالگی، سابقه ملی بسیاری را در کارنامه خود داشته‌است. او در بازی‌های آسیای جنوبی ۲۰۱۶ در رشته شنا یک مدال نقره و سه برنز کسب کرد. او همچنین در بازی‌های المپیک تابستانی ۲۰۱۶، ریو دوژانیرو، برزیل، به عنوان جوانترین ورزشکار المپیک، نماینده نپال در شنای ۱۰۰ متر بانوان بود.
وی در مسابقات کشوری و بین‌المللی در مجموع برندهٔ ۱ مدال نقره و ۳ مدال برنز شده‌است.

## بازی‌های المپیک تابستانی ۲۰۱۶

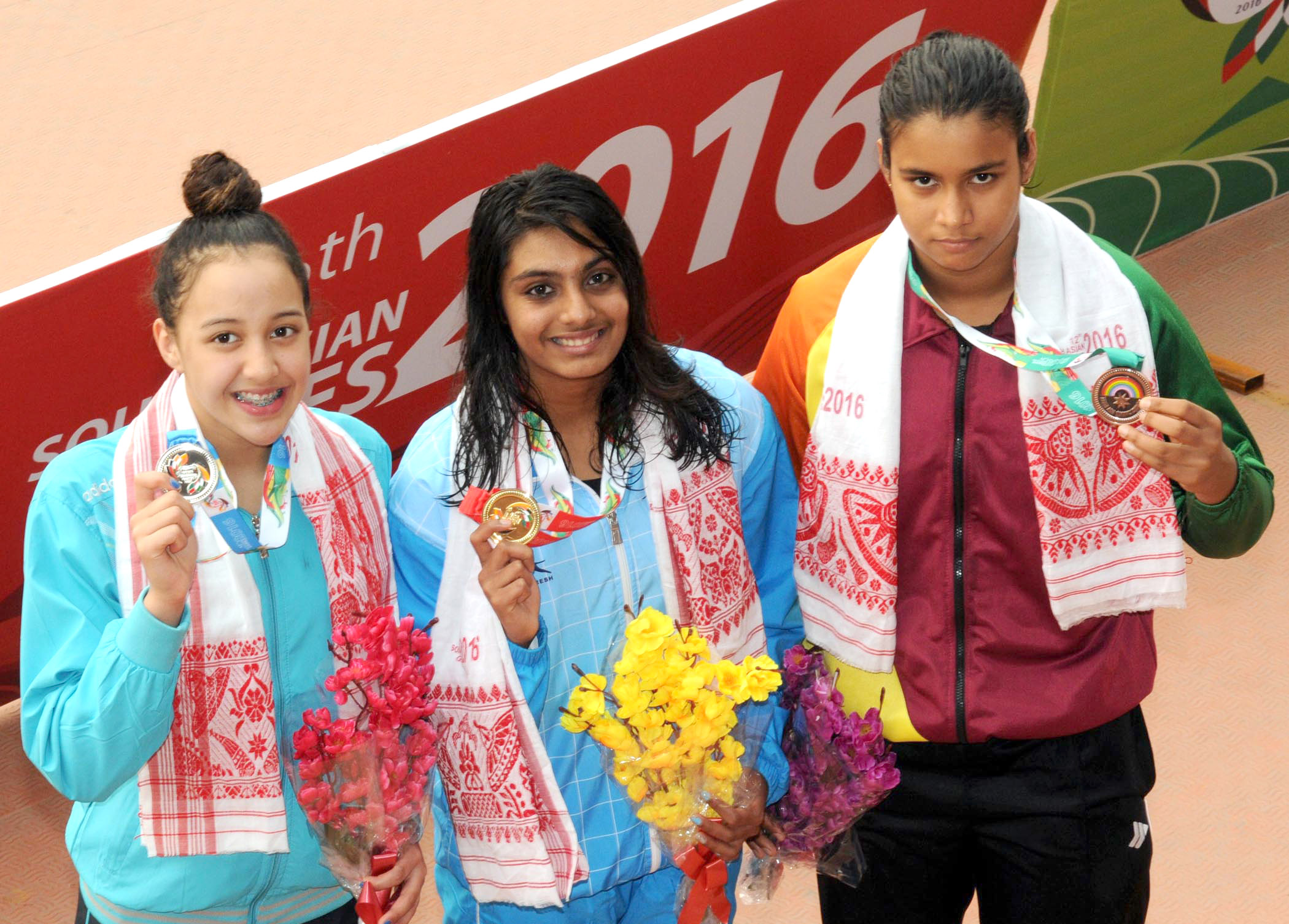
شرادا سودیر (هند) مدال طلا، گاریکا سینگ (نپال) مدال نقره و اوتاما سیلوا (سری لانکا) مدال برنز شنای ۲۰۰ متر مختلط زنان در دوازدهمین دوره بازی های آسیای جنوبی-۲۰۱۶ را کسب کردند.

سینگ با ۱۳ سال و ۲۵۵ روز جوانترین ورزشکاری بود که در المپیک ۲۰۱۶ ریو شرکت کرد. او هیت ۱ از ۱۰۰ متر کرال پشت را با زمان ۱:۰۸:۴۵ برد اما به نیمه نهایی راه پیدا نکرد. سینگ در جایگاه ۳۱ به پایان رسید.

## بازی‌های المپیک تابستانی ۲۰۲۰
سینگ در سن ۱۸ سال و ۸ ماه و ۲ روز در المپیک ۲۰۲۰ توکیو شرکت کرد. او با زمان ۱:۰۰:۱۱ مقام سوم هیت ۱ از ۱۰۰ متر آزاد را به دست آورد. سینگ موفق به ثبت رکورد ملی شد اما به نیمه نهایی راه پیدا نکرد. سینگ در جایگاه ۵۰ به پایان رسید.